# كنيسة المجمع

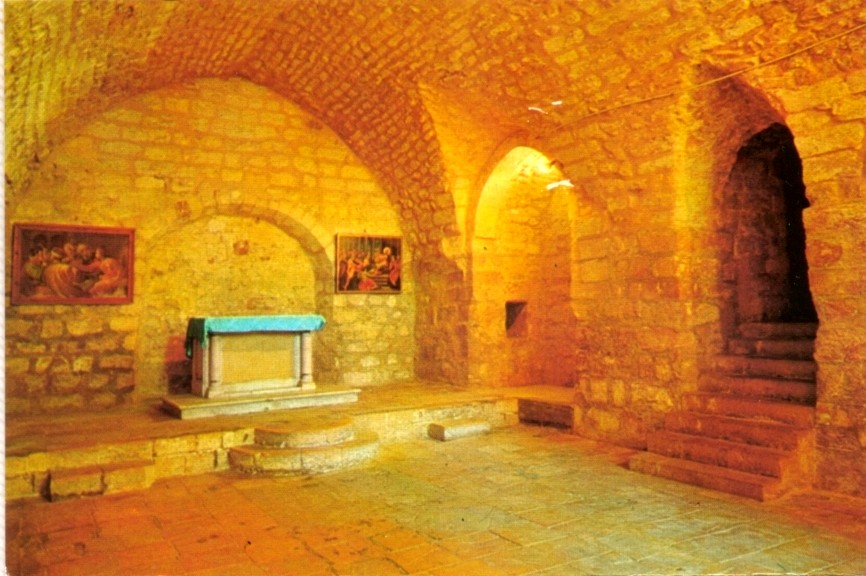
داخل كنيسة المجمع

 كنيسة المجمع وهي كنيسة تتبع كنيسة الروم الكاثوليك تقع في قلب سوق مدينة الناصرة شمال إسرائيل. توصل إليها ساحة صغيرة بين المحلات والحوانيت، ويكتب فوقها "The Synagogue" على لافتة.
تعود قداسة هذا المجمع القديم حسبما تروي التقاليد المسيحية إلى كون يسوع قد تعلم وصلى هناك. كذلك، في هذا الكنيس ألقى يسوع خطبته الشهيرة يوم السبت والتي أعلن فيها أمام أبناء قريته اليهود بأنه المسيح. وقد أغاظت هذه الخطبة المصلين فجروا يسوع جرا إلى جبل القفزة من أجل إلقائه من هناك، لكنه اختفى من الجبل. في الفترة البيزنطية بدأ يزور المكان مؤمنون مسيحيون وفي العصور الوسطى تحول الكنيس إلى كنيسة ونسبت له «خطبة السبت».